# Quangula minuta
Quangula minuta är en insektsart som beskrevs av Boris Petrovich Uvarov 1953. Quangula minuta ingår i släktet Quangula och familjen gräshoppor. Inga underarter finns listade i Catalogue of Life.